# Clemencia Forero
Clemencia Forero Ucrós (Bogotá, 17 de enero de 1948-12 de junio de 2021) fue una filósofa, docente y diplomática colombiana.

## Biografía
Nació en Bogotá, fue hija de Abelardo Forero Benavides estudió su bachillerato en el Colegio Anglo Colombiano, posteriormente estudió filosofía y letras en la Universidad de los Andes y realizó su maestría en ciencias políticas en las Pontificia Universidad Javeriana.
Su carrera como diplomática se destacó por desempeñar como embajadora de Colombia en Suecia, Canadá, Australia y la India. Entre ocasiones fue viceministra de Relaciones Exteriores y ministra encargada de esa cartera diplomática. Entre su funciones fue embajadora de las Naciones Unidas en Ginebra, Suiza, en derechos humanos y internacional y embajadora concurrente en Finlandia, Nueva Zelanda, y Noruega. Fue docente en las Universidad de Los Andes, y Universidad del Rosario. El 12 de junio de 2021 murió tras de sufrir una enfermedad lo aquejaba desde años.